# آلة تبخير الملابس

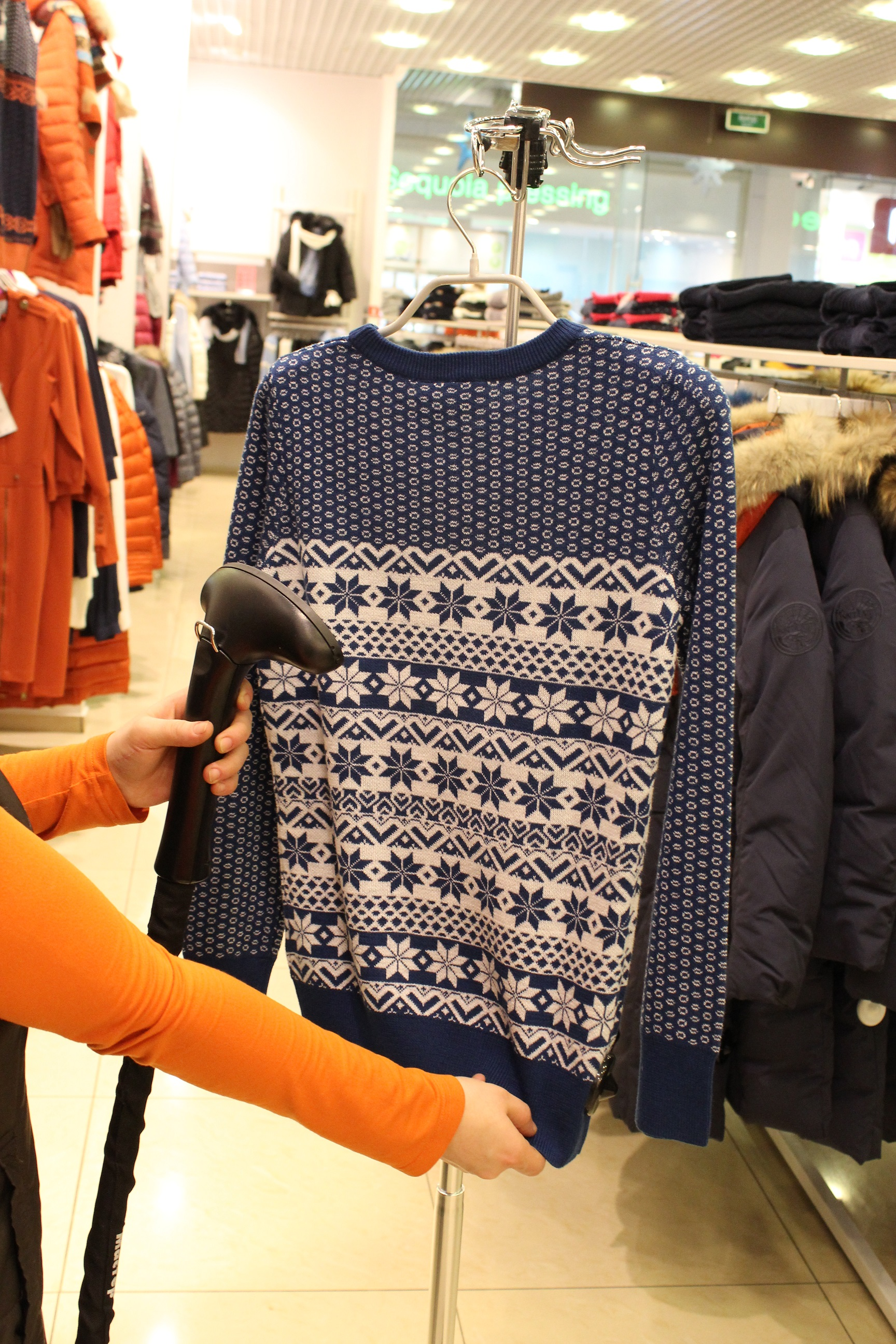
آلة تبخير الملابس

آلة تبخير الملابس هو جهاز يستخدم لإزالة التجاعيد بسرعة من الملابس والأقمشة باستخدام بخار ذي درجة حرارة عالية. يمكن استخدامها على سبيل المثال لإزالة التجاعيد على القمصان عن طريق إطلاق التوتر في القماش حتى تستقيم الملابس. يمكن لآلة تبخير الملابس أيضًا إزالة الروائح.[بحاجة لمصدر]

## الوظيفة
آلة التبخير ممتلئة بالماء الذي يُسَخَّن ويخرج من الجهاز بخارًا. تحتوي معظم الطُرُز على سلك كهربائي متصل بمقبس.

### ميزات

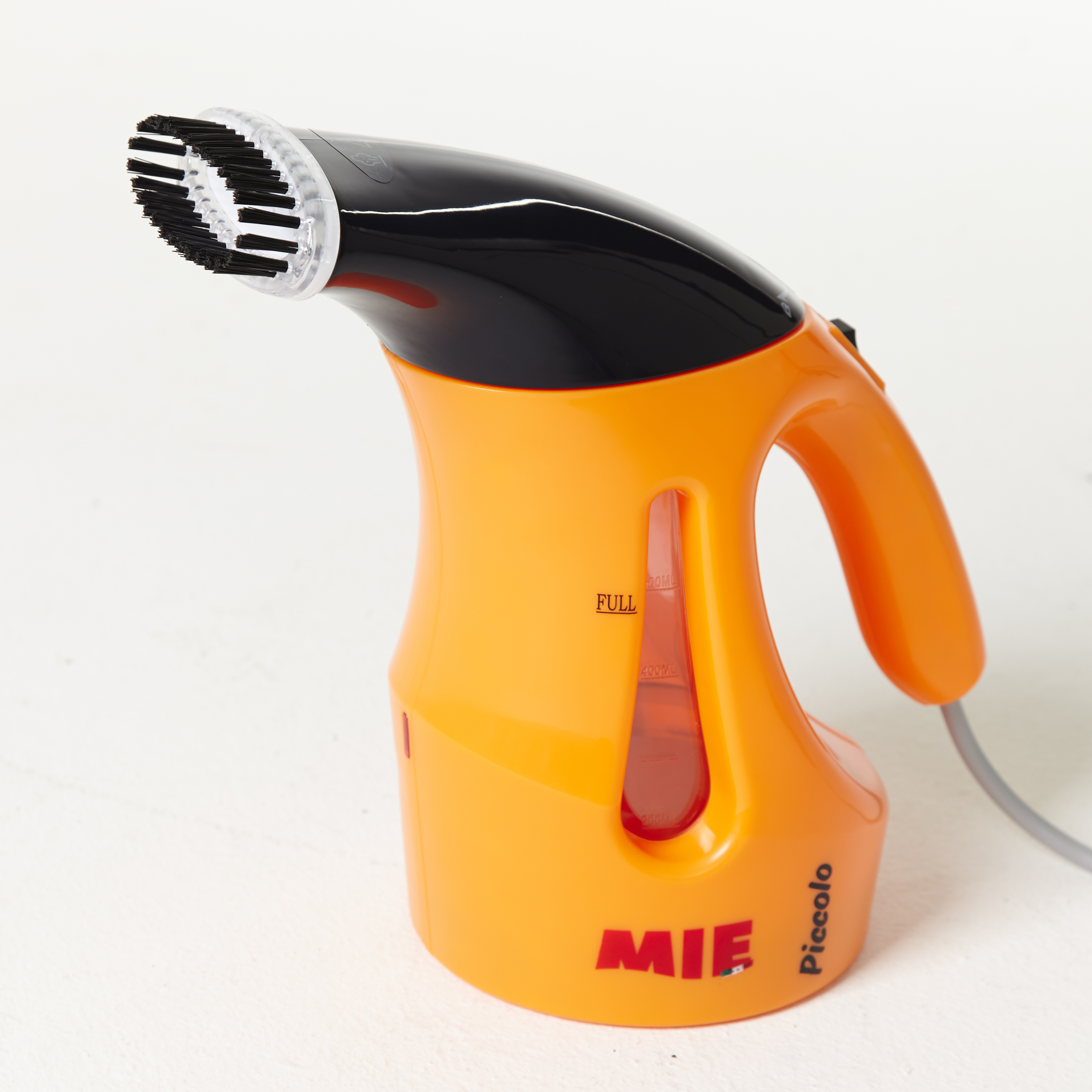
آلة تبخير محمولة

- شاشة عرض درجة الحرارة لأنواع الأقمشة المختلفة
- فوهة بخار
- خزان المياه
- معلاق ملابس وملاقط
- عجلات محورية

عادة ما توجد العديد من هذه الميزات فقط في طُرُز آلة تبخير الملابس العمودية الأكثر تكلفة. لا تتضمن أجهزة بخار الملابس المحمولة باليد في كثير من الأحيان هذه الميزات الإضافية وعادة ما تكون أقل قوة من نظيراتها من آلات التبخير العمودية.

## الاستخدام
يمكن استخدام معظم آلات تبخير الملابس المحمولة باليد عن طريق ملء خزان المياه أولاً، وتشغيل الجهاز والانتظار لبضع دقائق حتى تسخين آلة التبخير. يتم تعليق الملابس المراد تبخيرها بطريقة تسمح بالوصول إليها كلها، لا سيما المناطق المتجعدة، ويفضل أن تكون مبخ باستخدام الضربات السفلية. يجب توخي الحذر عند استخدام الأقمشة الرقيقة.

## الأنواع

آلة تبخير على شكل خزانة لعلامة إل جي
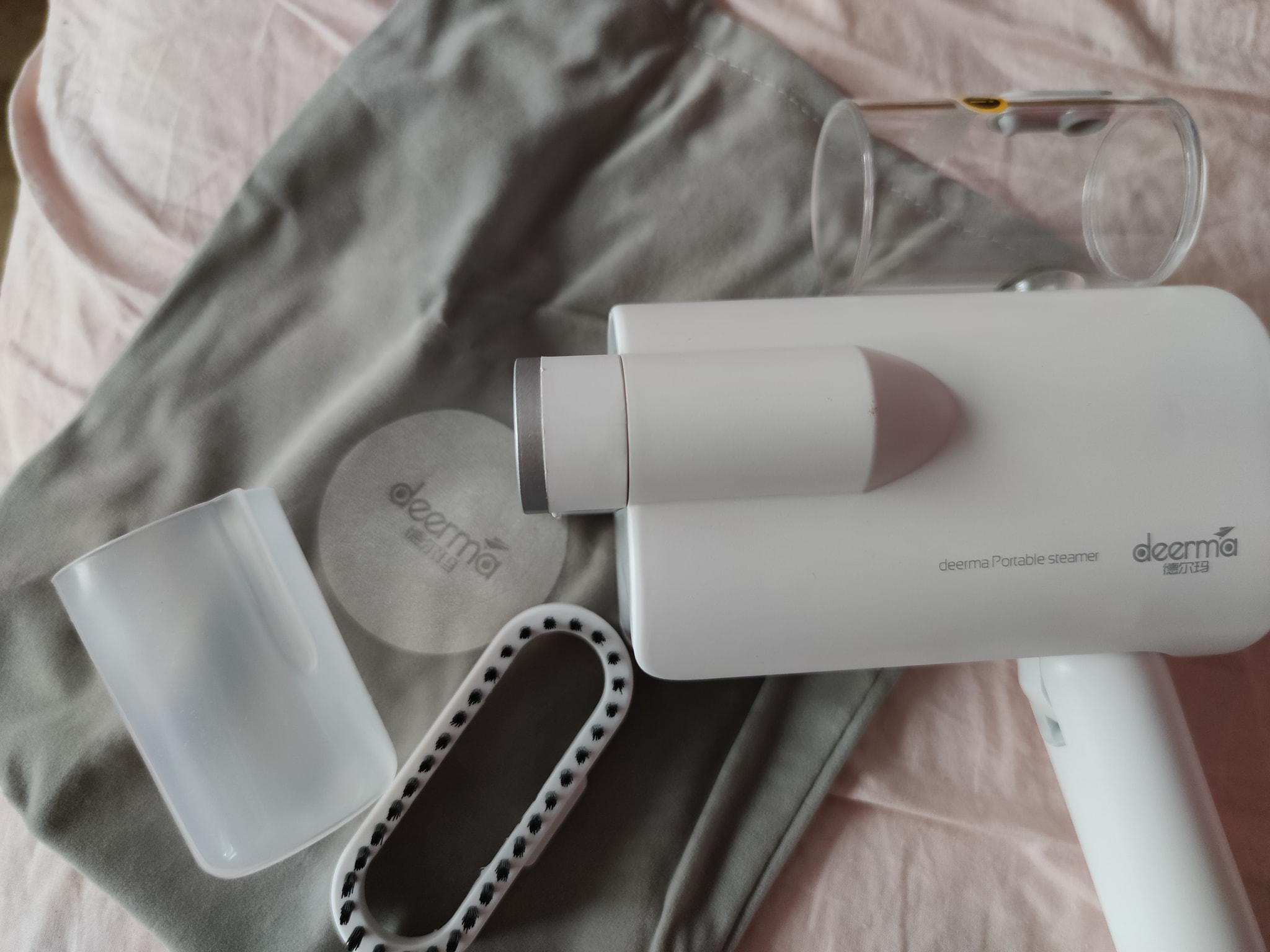
آلة تبخير الملابس محمولة لعلامة ديرما لشاومي
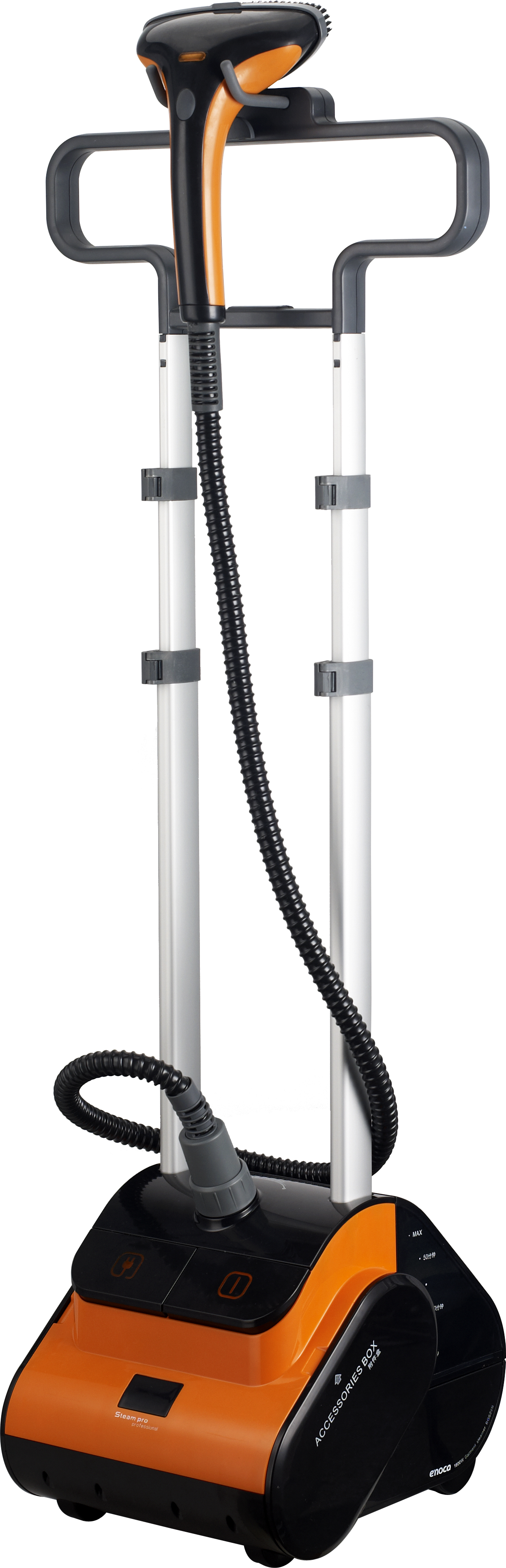
حاملة آلة تبخير الملابس

## أنظر أيضا
- كي الملابس
- التنظيف بالبخار